# Nationalpark Santa Teresa

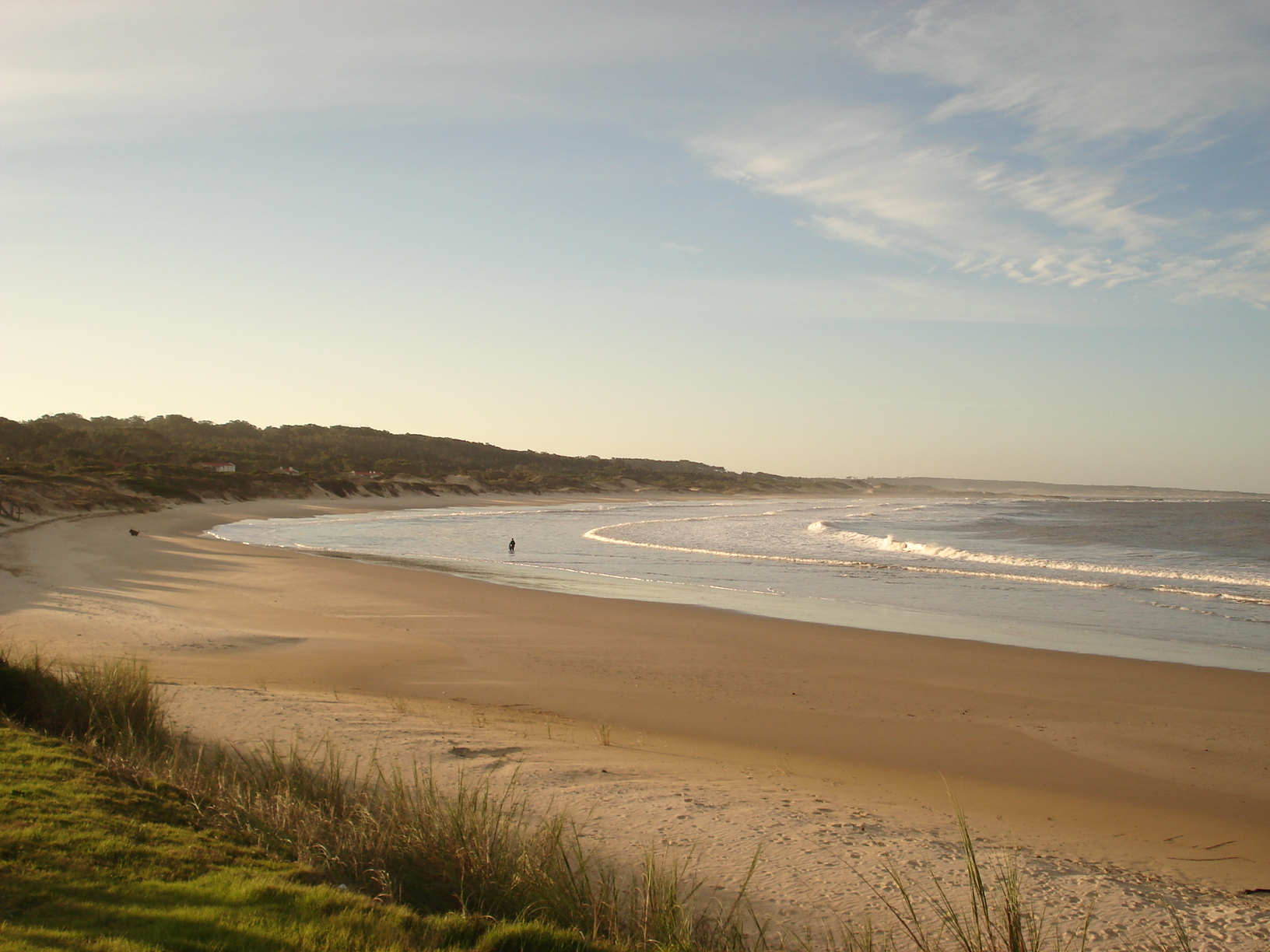
Parque Nacional Santa Teresa

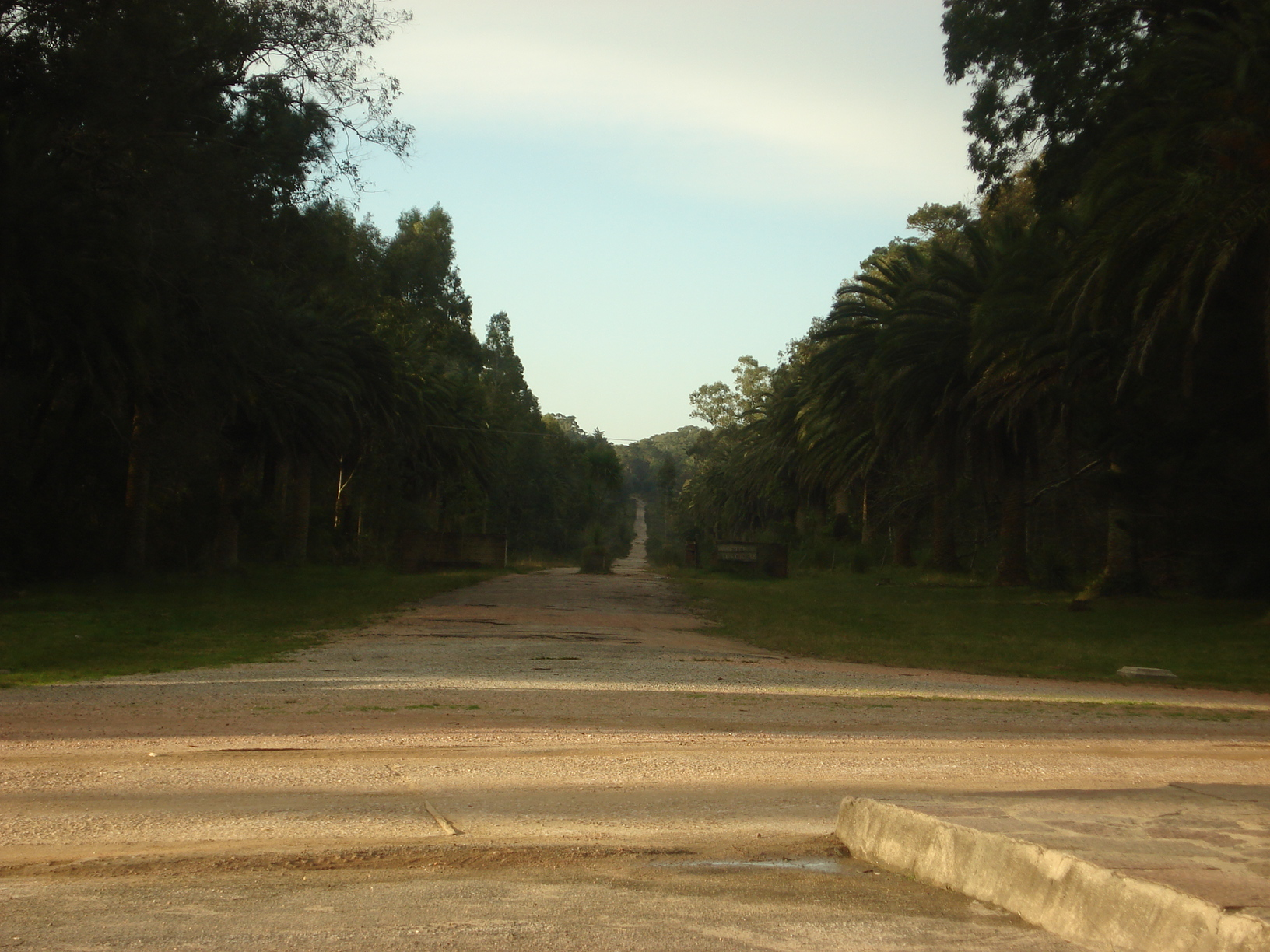

Der Parque Nacional Santa Teresa ist ein Nationalpark im Osten Uruguays.
Er befindet sich an der Atlantikküste nahe der Ruta 9 35 km südlich von Chuy im Departamento Rocha.
In dem 3000 ha großen Areal mit über zwei Millionen Bäumen existiert auch der landesweit größte Rosengarten mit 330 verschiedenen Arten. Zudem befindet sich dort die Fortaleza de Santa Teresa.